# Nieuw-Assyrische Rijk
Het Nieuw-Assyrische Rijk of de nieuw-Assyrische periode is de derde en laatste bloeiperiode van het Assyrische Rijk die ruwweg begint rond 900 v.Chr. en voorgoed eindigt in 609 v.Chr.

## Opkomst
Dat Assyrië uit zou groeien tot de dominante macht in het Nabij Oosten was in de tiende eeuw v.Chr. allerminst duidelijk. Het was door Aramese invallen tot weinig meer dan een stadstaat teruggebracht. De wederopstanding van deze militaristische samenleving was er een van vallen en opstaan waarbij twee belangrijke perioden zijn te onderscheiden. In de negende eeuw v.Chr. wist Assyrië zich te herstellen tot de oude omvang ten tijde van de middel-Assyrische periode. Na een periode van interne strijd werd vanaf halverwege de achtste eeuw v.Chr. pas echt een systematische politiek gevoerd om tot een verenigd rijk te komen.
Historici zijn het dan ook oneens over het exacte begin van de nieuw-Assyrische periode. Al zijn de ontwikkelingen vanaf de achtste eeuw duidelijk genoeg om te spreken van een nieuw tijdperk, er zijn verschillende breekpunten, de troonsbestijging van Assur-dan II in 935, van Adad-nirari II in 911, van Assurnasirpal II in 883 of zelfs pas die van Tiglat-Pileser III in 745 v.Chr.
Met Adad-nirari II (911-891 v.Chr.) kwam de kentering voor Assyrië. Deze vorst slaagde erin het tij te keren en breidde rond de Akkadisch-sprekende stadstaat Assoer geleidelijk zijn gezag uit over een platteland dat nu goeddeels Aramees sprak. Uiteindelijk zou echter de laatste taal wel zegevieren.
Opvolger Tukulti-Ninurta II (891-884 v.Chr.) zorgde voor vrede met Babylonië en kon zo verder zijn macht in de richting van de rivier Habur uitbreiden. Onder zijn zoon Assurnasirpal II (ca. 883-859 v.Chr.) werd Assyrië weer echt een macht van formaat, die de oude omvang weer verkreeg. Daarbij werd een politiek van berekende afschrikking (calculated frightfulness) toegepast. In plaats van dure belegeringen tegen een hoofdstad met een volledig leger, werden omliggende steden en dorpen veroverd, waarbij inwoners gemarteld, verkracht, onthoofd en gevild werden. De dreiging van deze terreur was daarna veelal voldoende om de hoofdstad tot overgave te dwingen. Assurnasirpal II verplaatste zijn hof naar Kalhu (Nimrud) dat met monumentale gebouwen 150 jaar lang de hoofdstad zou blijven.

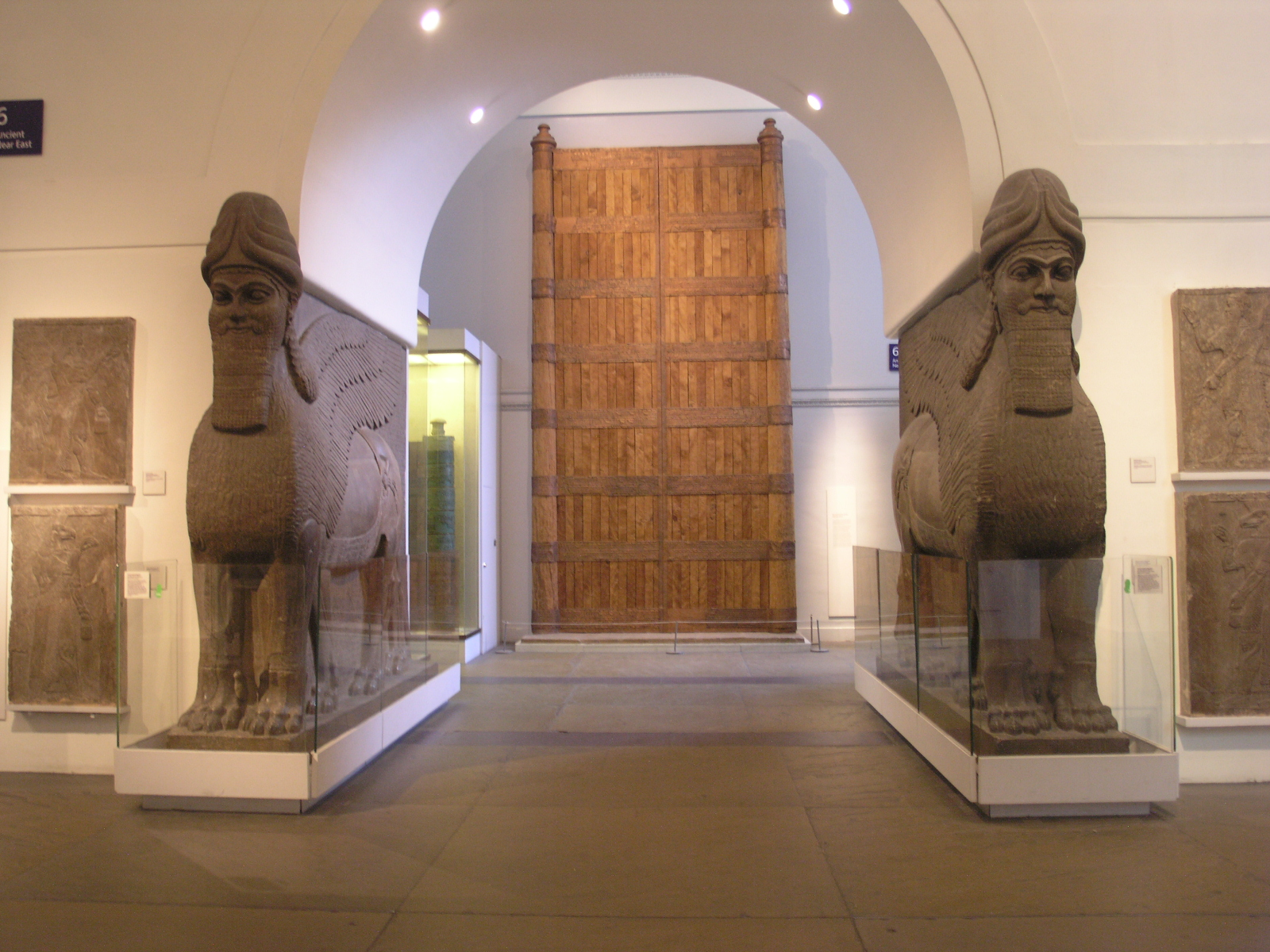
Lamassu's van de poort van het paleis van Ashurnasirpal II in het British Museum

Salmanasser III (858-824 v.Chr.) maakte in het westen Damascus en Israël tot vazalstaten en richtte zich daarna op het noorden waar hij ook de neo-Hettieten waaronder Tabal aan zich onderwierp. Daarna kon hij zich concentreren op Urartu dat ondertussen een tegenstander van formaat was. Deze veldtochten liet hij over aan zijn turtanu Dayyan-Assur, de hoogste militair. Ondanks al deze campagnes was Salmanasser niet uit op uitbreiding van Assyrië en hield dan ook lokale heersers aan in bedwongen staten, de landen onder het juk van Assur. Ook campagnes in Babylonië bleven beperkt tot steun voor Marduk-zakir-shumi I tegen diens broer.
Het verschil tussen de verschillende gebieden kwam naar voren in de ideologie. In Assyrië zelf was de redistributie-economie gebaseerd op afdracht aan de god Assur, terwijl de vazalstaten hun tribuut afdroegen aan de koning zelf. Deze vazalstaten maakten dan ook geen deel uit van bureaucratische inrichting van Assyrië.
Na Salmanasser III volgde er een periode van strijd om de troon, waarbij Shamshi-Adad V aanvankelijk een ongunstig verdrag met de Babyloniërs onder Marduk-zakir-shumi I sloot, wat enkele jaren later pas teruggedraaid kon worden. Na hem volgden een aantal vorsten die te kampen hadden met interne problemen. Het rijk berustte tot dusver op het tot vazalschap dwingen van omringende vorsten. Het probleem daarmee was dat zodra de macht in het centrum wat wankelde — bij een troonsopvolging bijvoorbeeld — al die vazallen zich weer onafhankelijk maakten. Ook in Assyrië zelf wisten gouverneurs steeds meer macht naar zichzelf toe te trekken.
Na de dood van Adad-nirari III (810/806-783 v.Chr.) maakte het rijk onder zijn drie zonen een tijd van zwakte door. Er waren opstanden en epidemieën en de generaals kregen veel te veel macht. Turtanu Shamshi-ilu, die onder vier koningen diende, werd mogelijk belangrijker dan de koningen zelf. De tot dan toe gevolgde politiek van centralisatie was succesvol zolang deze machtig genoeg was, maar met de verzwakking van het centrale gezag, kwam de hele staat in gevaar. Urartu wist in deze periode zijn invloed uit te breiden en bedreigde zo de toegang tot de Middellandse Zee.

## Hoogtepunt
In 745 v.Chr. vonden belangrijke veranderingen plaats. Met Tiglat-Pileser III (745-727 v.Chr.) kwam er een krachtig bewind. De macht van de Hettieten en de Feniciërs werd ingeperkt. Campagnes naar Egypte vonden plaats en enkele waren succesvol. Ook gebieden aan de Perzische Golf en Israël en gebieden in zuidelijk Anatolië werden veroverd. Het evenwicht tussen de grote mogendheden zoals dat had bestaan gedurende de Late Bronstijd werd losgelaten en een politiek van onderwerping van omringende staten begon. Babylonië had daarbij nog een aparte status door de status als oude macht, maar voor Urartu en Elam gold dit niet.

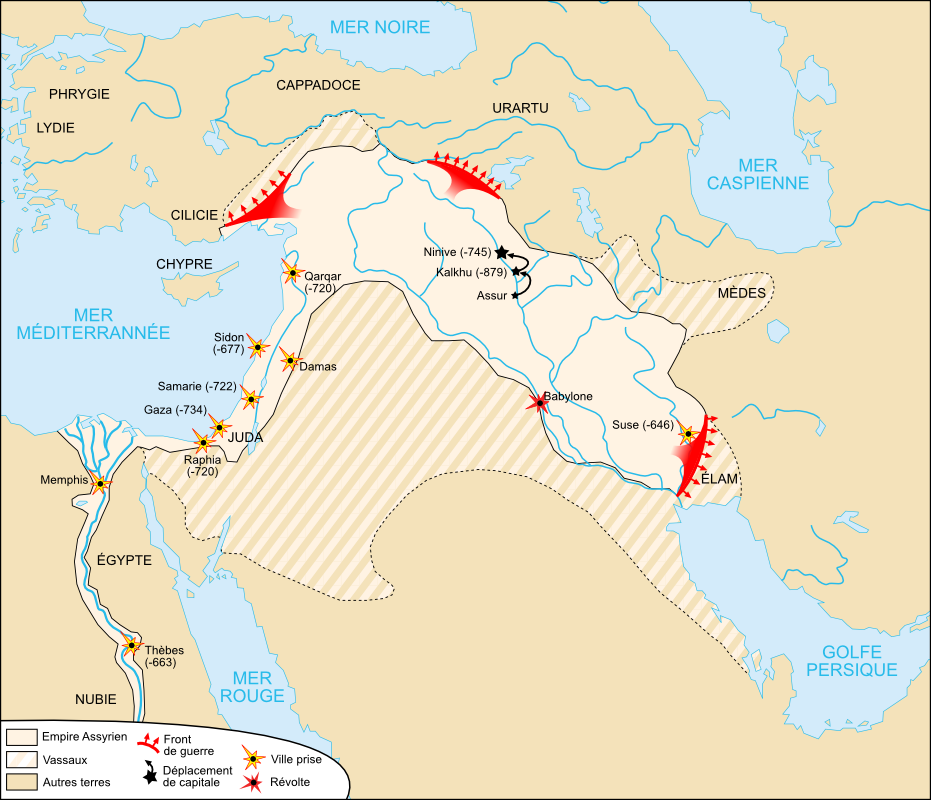
Uitbreiding van het Nieuw-Assyrische Rijk

Intern werd de staat gereorganiseerd waarbij gouverneurs minder macht kregen. Provincies werden onderverdeeld en werden zo uitgebreid van 12 naar 25. Daarnaast werden belangrijke posities vaak gedeeld door twee personen en werden ook eunuchen aangesteld om overerving van ambten te voorkomen. Extern werden vazalstaten veel meer opgenomen in het rijk, afhankelijk van de trouw van de vazal. Het verschil tussen het land van Assur en de landen onder het juk van Assur verminderde, doordat steeds meer werd geprobeerd deze laatsten in het rijk op te nemen. Als een vazal ontrouw werd, werd zijn vorstendom genadeloos onderworpen en de hele politieke elite gedeporteerd naar een gebied waar ze vreemden waren. De opengevallen posities werden door Assyriërs ingenomen en het gebied tot Assyrische provincie omgevormd. Als de tegenstand aanhield werd vrijwel de gehele bevolking gedeporteerd. De deportatiepolitiek die onder Assur-dan II was begonnen, werd dan ook belangrijk opgevoerd. In de drie eeuwen tussen Assur-dan II en Assurbanipal zijn naar schatting mogelijk 4,5 miljoen mensen gedeporteerd, waarvan het merendeel onder Tiglat-Pileser III en Assurbanipal. Daarnaast werden inwoners van veroverde gebieden gerekruteerd om dienst te nemen, niet alleen in het leger, maar ook in landbouw en de bouw van grote projecten die niet voltooid hadden kunnen worden met slechts Assyriërs. Dit maakte het rijk een stuk stabieler en machtiger. Aan het eind van zijn bewind kon Tiglat-Pileser III zich zelfs tot koning van Babylon kronen.
Assyrië werd zo een wereldmacht. Bestuurders hadden daarbij meerdere functies, zowel militair, als bestuurlijk en religieus. Centraal stond de koning waaraan trouw moest worden gezworen en die posten naar goeddunken kon verdelen. Hoewel de Assyrische oorlogsvoering hardvochtig was en tegenstanders die zich verweerden publiekelijk en met veel vertoon aan vreselijke straffen onderworpen werden, was de behandeling van gewillige onderdanen niet slecht. Dit gold ook als deze onderdanen van andere herkomst waren. Wellicht onbedoeld leidde dit ook tot verspreiding van het Aramees en de ondergang van hun oorspronkelijke taal, het Akkadisch. Toch bleven er vazalvorsten in het rijk die op een kans wachtten het Assyrische juk af te werpen, vooral onder de Chaldeeën die nu de voornaamste politieke factor in Babylon vormden.
Na een kort en weinig succesvol bewind van Salmanasser V (727-722 v.Chr.) — hoewel hij mogelijk degene was die Jeruzalem innam — kwam Sargon II (723/722/721-705/704 v.Chr.) op de troon die deze machtspolitiek nog verder uit zou bouwen. Het begin was moeilijk, er waren problemen met Babylon en Elam en ook de noorderburen, Urartu trachtte gebiedswinst te behalen. In 714 v.Chr. viel hij Musasir aan, waarna de dreiging van Urartu leek te zijn bedwongen. Ook wist hij de Perzen en Meden tot schatplicht dwingen en de Levant onder controle te brengen. De rijkdom van de veroverde gebieden versterkte de welvaart, die onder meer tot uiting kwam in monumentale gebouwen. Sargon II verplaatste de hoofdstad naar Dur-Sharrukin, de vesting van Sargon.
Egypte, verontrust nu Assyrië een buurman geworden was, zond geschenken om hem tot vriend te houden. Op een veldtocht tegen Tabal in Anatolië sneuvelde Sargon II, maar zijn opvolger Sanherib (705-681 v.Chr.) ondervond weinig problemen zijn rol over te nemen. Egypte, Babylon en Elam trachtten tegen hem te ageren. Dit kwam Babylon duur te staan: het werd in 689 v.Chr. grondig verwoest. Ook het Zeeland moest zijn gezag erkennen. Sanherib verplaatste de hoofdstad naar Ninive.
Onder Esarhaddon (681-669 v.Chr.) werd de grip op het noorden en de Levant verder versterkt. Om zijn greep op Babylonië te verstevigen herbouwde hij Babylon. Hij viel Egypte binnen nadat Tyrus vroeg om Egyptische steun had gevraagd en nam Memphis in. De Egyptenaren kwamen echter snel in opstand en in een hernieuwde campagne overleed hij. Na zijn dood ontstond er een tijd van verwarring en strijd om de macht, maar uiteindelijk kwam Assurbanipal op de troon, met zijn oudere broer Shamash-shum-ukin als vazal op de Babylonische troon. Deze kwam al snel in opstand, maar Assurbanipal maakte daarop korte metten met hem. Daarna richtte hij zich op Egypte en veroverde het tot aan de stad Thebe, waardoor in 656 v.Chr. een einde kwam aan de Nubische dynastie. De Assyrische macht over Egypte bleef echter zwak en betwist. De Elamieten, waarmee een tijdlang vrede geweest was, gebruikten echter zijn afwezigheid om Babylonië binnen te vallen. Assurbanipal rekende grondig met ze af, vele Elamitische steden werden vernietigd en de hoofdstad Susa in 647 v.Chr. verwoest.

## Ondergang
Het Assyrische Rijk leek onoverwinnelijk. Maar niets was minder waar. Zo was Babylonië nooit echt onderdeel geworden van het Assyrische rijk en zelfs als de koning van Assyrië ook koning van Babylonië was, werden deze meestal als aparte koninkrijken beschouwd. In een aantal gevallen verloor Assyrië zelfs volledig het zeggenschap, soms aan een Babyloniër, soms aan een Chaldeër, waarvan Marduk-apla-iddina II het langst aan de macht was, voor twaalf jaar in zijn eerste periode. De instabiliteit van Babylonië blijkt wel uit de twintig koningen die het kende in de periode dat Assyrië er zes had. Er waren verschillende soorten koningen in Babylonië:
1. de Assyrische koning zelf;
2. een familielid van de Assyrische koning;
3. een Babyloniër die door de Assyrische koning was aangesteld;
4. een onafhankelijke Babyloniër;
5. een anti-Assyrische Chaldeeër.

| Koning van Assyrië                  | Koning van Babylonië                       | Type koning |
| ----------------------------------- | ------------------------------------------ | ----------- |
| Tiglat-Pileser III (744-727 v.Chr.) | Nabonassar (747–734 v.Chr.)                | 3           |
| Tiglat-Pileser III (744-727 v.Chr.) | Nabu-nadin-zeri (733–732 v.Chr.)           | 3           |
| Tiglat-Pileser III (744-727 v.Chr.) | Nabu-shuma-ukin II (732 v.Chr.)            | 4           |
| Tiglat-Pileser III (744-727 v.Chr.) | Nabu-mukin-zeri (731–729 v.Chr.)           | 5           |
| Tiglat-Pileser III (744-727 v.Chr.) | Tiglat-Pileser III (Pulu) (729–727 v.Chr.) | 1           |
| Salmanasser V (727-722 v.Chr.)      | Salmanasser V (Ululaju) (726–722 v.Chr.)   | 1           |
| Sargon II (721-705 v.Chr.)          | Marduk-apla-iddina II (721-710 v.Chr.)     | 5           |
| Sargon II (721-705 v.Chr.)          | Sargon II (709-705 v.Chr.)                 | 1           |
| Sanherib (704-681 v.Chr.)           | Sanherib (704-703 v.Chr.)                  | 1           |
| Sanherib (704-681 v.Chr.)           | Marduk-zakir-shumi II (703 v.Chr.)         | 4           |
| Sanherib (704-681 v.Chr.)           | Marduk-apla-iddina II (703 v.Chr.)         | 5           |
| Sanherib (704-681 v.Chr.)           | Bel-ibni (702-700 v.Chr.)                  | 3           |
| Sanherib (704-681 v.Chr.)           | Aššur-nadin-šumi (699-694 v.Chr.)          | 2           |
| Sanherib (704-681 v.Chr.)           | Nergal-ushezib (693 v.Chr.)                | 4           |
| Sanherib (704-681 v.Chr.)           | Mušezib-Marduk (692-689 v.Chr.)            | 5           |
| Sanherib (704-681 v.Chr.)           | Sanherib (688-681 v.Chr.)                  | 1           |
| Esarhaddon (680-669 v.Chr.)         | Esarhaddon (680-669 v.Chr.)                | 1           |
| Assurbanipal (668-631 v.Chr.)       | Assurbanipal (668 v.Chr.)                  | 1           |
| Assurbanipal (668-631 v.Chr.)       | Shamash-shum-ukin (667-648 v.Chr.)         | 2           |
| Assurbanipal (668-631 v.Chr.)       | Kandalanu (647-627 v.Chr.)                 | 3           |

Na de dood van Assurbanipal ontstond er een langdurige strijd om de troon. Ashur-etil-ilani en zijn broer Sin-shar-ishkun bestreden elkaar om hun vaders troon met daarnaast de machtige eunuch Sin-shumu-lishir. Dit gaf alle onderworpen volkeren weer de gelegenheid in opstand te komen. 
Egypte deed dit en spoedig vormden de nieuwe Chaldeeuwse heersers van Babylon een bondgenootschap met de Meden en de Scythen om Nineve zelf aan te vallen. Op het laatste moment trachtte Egypte nog hulp te bieden, maar het was te laat. Nineve viel in 612 v.Chr. en hoewel de door Perzen en Egyptenaren gesteunde Assyrische generaal Assur-uballit II vanuit Harran nog weerstand bood en na zijn dood anderen, werd deze stad drie jaar later ook ingenomen en viel Babylon in 605 v.Chr. en werd Babylonië de opvolger van Assyrië. De lange Assyrische onderdrukking gaf aanleiding tot een spoor van vernielingen.
Waar Assyrië zich in 640 v.Chr. op het hoogtepunt van zijn macht bevond, was er dertig jaar later niets meer van over. De centrale rol van de koning speelde hierbij een belangrijke rol. Zolang die rol niet betwist was en werd uitgevoerd door een capabele heerser, was er niets aan de hand. Interne strubbelingen en zwak leiderschap maakten het rijk echter kwetsbaar, waarbij ook een gebrek aan loyaliteit speelde van gedeporteerde volken in Assyrië. Ook het harde optreden van de Assyriërs en de hoge tributen werkten opstand in de hand. Naast deze verklaringen met een nadruk op interne politieke en economische strubbelingen, imperial overstretch en militaire nederlagen lijkt ook klimaatverandering een rol te hebben gespeeld. De bestudering van twee druipstenen – stalagmieten – in de Kuna Ba-grot wijst op een decennialang durende megadroogte.
Er is veel overgeleverd uit deze periode, maar vooral uit paleizen, zodat over het dagelijks leven minder bekend is. Duidelijk is dat het een militaristische staat betrof. De koning werd geacht elk jaar militaire campagnes te voeren en in de annalen werd dan ook niet gesproken van jaren, maar van campagnes. De zonsverduistering van 15 juni 763 v.Chr., het jaar Bur-Sagale, in combinatie met de eponiemenlijsten maakt het mogelijk om van 910 tot 649 v.Chr. een absolute chronologie vast te stellen.
Een belangrijke bron van informatie is de Bibliotheek van Assurbanipal in Ninive. Al voor Assurbanipal hadden koningen aan deze bibliotheek gewerkt, maar zijn bijdragen waren de belangrijkste. Oude teksten werden zorgvuldig overgenomen en voorzien van uitleg. Een belangrijk deel bestond uit omina, voortekenen die gebruikt werden om de koning te beschermen tegen onheil. Zo werden wel schijnkoningen aangesteld in geval van ongunstige voortekenen voor de echte koning. Ook lexicale lijsten, zoals al in de Urukperiode werden gebruikt, maakten een belangrijk deel uit van de bibliotheek waarmee Soemerische teksten gelezen en begrepen konden worden in het Akkadisch. Een derde groep bestaat uit incantaties waarmee onheil kon worden afgewend. Medische teksten waren de volgende groep en deze hadden grote gelijkenis met de omina. De kleinste groep bestaat uit literaire teksten zoals het Gilgamesj-epos, Isjtars afdaling in de onderwereld, het scheppingsverhaal Enoema Elisj en het Erra-epos. Er bestonden ook andere bibliotheken, zoals die van de tempel van Nabu, ook in Ninive, en andere steden en privécollecties zoals die van Qurdi-Nergal.
Het Akkadisch was dan nog wel de schrijftaal, maar alle deportaties hadden als gevolg dat het Aramees als spreektaal steeds meer de overhand kreeg.